# Jacques Rummelhardt
Jacques Rummelhardt, né le 9 juillet 1941, est un diplomate français.

## Biographie
Alsacien, de parents originaires de Mulhouse, il est néanmoins né à Troyes.
Il est diplômé de l'Institut d'études politiques, licencié en sociologie et a été élève de l'École nationale d'administration (ENA).
Il est entré au ministère des Affaires étrangères en 1964. Il a occupé différents postes au Canada en 1970, et au Nigeria, à Paris, à Madrid et à La Haye.
Il a été successivement ambassadeur au Panama de 1987 à 1990, en Bulgarie de 1990 à 1993, en Thaïlande, de 1993 à 1995, en Belgique de 1998 à 2002 et en Suisse et au Liechtenstein de 2003 à 2005. De 1995 à 1997, il a été directeur de la presse, de l'information et de la communication et porte-parole du ministère des Affaires étrangères. Le 28 septembre 2005, le Conseil des ministres le nommait conseiller diplomatique du gouvernement. Jacques Rummelhardt est retraité de la fonction publique depuis le 1er juillet 2006.
Son épouse Gwendolyn fut secrétaire générale adjointe du Parlement néerlandais.
Son père est l'ancien joueur et entraîneur de football Émile Rummelhardt.

### Décoration
- Officier de la Légion d'honneur[1]
- Commandeur de l'ordre national du Mérite[2].